# Ugarte (Guipúzcoa)
Ugarte es una localidad del municipio de Amézqueta, perteneciente a la provincia de Guipúzcoa, en la comunidad autónoma del País Vasco.

## Historia
Hacia mediados del siglo XIX, el lugar, una anteiglesia ya por entonces perteneciente a Amézqueta, tenía contabilizada una población de 115 habitantes. Aparece descrito en el decimoquinto volumen del Diccionario geográfico-estadístico-histórico de España y sus posesiones de Ultramar de Pascual Madoz con las siguientes palabras:

UGARTE: anteigl. en la prov. de Guipúzcoa, part. jud. de Tolosa (2 1/4 leg.), dióc. de Pamplona (12), térm. jurisd. de Amezqueta (1) sit. en una llanura entre el r. de esta v. y la regata de Bedayo; clima templado y sano. Tiene 11 casas; escuela á cargo del sacristan; igl. parr. (Ntra. Sra. de Ugarte) servida por un cura. El térm. confina N. Alzo y Alegria; E. Abalcisqueta y Bedayo; S. Amezqueta, y O. Orendain. El terreno es de buena calidad; le cruzan los espresados r. y regata. prod.: trigo, maiz, alubias, castañas y nabos; cria ganado lanar y vacuno; pesca de truchas y anguilas. pobl.: 23 vec., 115 almas.
(Madoz, 1849, p. 205)

En 2023, la entidad singular de población tenía empadronados 102 habitantes y el núcleo de población, 69.